# Сердоусь
Сердоусь — село в Кукморском районе Татарстана. Входит в состав Лубянского сельского поселения.

## География
Находится в северной части Татарстана на расстоянии приблизительно 35 км по прямой от районного центра города Кукмор на восток-юго-восток.

## История
Основано в 1930 годах видимо в качестве лесопункта. В качестве населённого пункта официально зарегистрировано в 1960 году.

## Население
Постоянных жителей было в 1938 году — 203, в 1949 — 196, в 1958 — 160, в 1970 — 198, в 1979 — 92, в 1989 — 70. Постоянное население составляло 60 человек (татары 77 %) в 2002 году, 56 в 2010.